# Milica (policija)
Milica (milicija, милиция) so se imenovale policijske sile v Sovjetski zvezi, nekaterih državah Varšavskega pakta in SFR Jugoslaviji (prvotno- v FLRJ Ljudska milica).Ta izraz se še vedno uporablja v nekaterih nekdanjih sovjetskih republikah, na primer v Belorusiji, Tadžikistanu, Uzbekistanu in Kirgizistanu, pa tudi v nepriznanih republikah Abhaziji, Južni Osetiji in Pridnestrju.

## Izvor poimenovanja
Poimenovanje "milica" se je za policijke enote pojavilo 17. aprila 1917. Izhaja iz zgodnje sovjetske zgodovine, ko so začasna vlada in boljševiki želeli združiti svoj novi organ pregona z organizacijo ljudi in jo ločiti od cesarske policije. Prvotni pomen je oborožena formacija, nastala "od spodaj", torej s strani ljudstva.